# Carcharhinus porosus
Carcharhinus porosus és una espècie de peix de la família dels carcarínids i de l'ordre dels carcariniformes.

## Morfologia
Els mascles poden assolir els 150 cm de longitud total.

## Distribució geogràfica
Es troba des del nord del Golf de Mèxic fins al sud del Brasil (llevat de les illes del Carib) i l'Uruguai i des del Golf de Califòrnia fins al Perú.